# Phys.org
Phys.org es un agregador de noticias de ciencia, investigación y tecnología en el que gran parte del contenido se vuelve a publicar directamente desde comunicados de prensa y agencias de noticias en una práctica conocida como churnalism. También produce periodismo científico.